# Sokolnitjeskajalinjen
Sokolnitjeskajalinjen (ryska: Сокольническая линия) är den äldsta linjen i Moskvas tunnelbana, som öppnade 1935. Idag har linjen 27 stationer på en 47 km lång sträcka. Den transporterar dagligen cirka 1,7 miljoner människor.

## Historia
Linjen är den första i Moskvas tunnelbana och den anlades år 1935 som en nordost-sydväst-axel som skulle binda samman flera av stadens viktigaste trafikknutpunkter. Linjen började i nordost vid Sokolnikiparken (Falkenerarparken), och både parken och linjen har fått sitt namn av att tsar Aleksej av Ryssland på 1600-talet jagade med sina falkenerare vilka höll sina falkar här. Från startstationen gick linjen mot sydväst och passerade Komsomolskajatorget med tre järnvägsstationer, och vidare via de största trafikknutpunkterna i centrum; Röda porten, Kirovskaja, Lubjankatorget och Manegetorget, för att sedan sluta vid Gorkijparken. 
I flera etapper har linjen genom decennierna förlängts både åt nordost och sydväst vilket inneburit att både Moskvafloden och floden Jauza korsats, i båda fallen på broar över floderna.

## Framtida planer
På norra delen planeras 2020 eller senare en avstickare österut från stationen Tjerkizovskaja mot Sjtjolkovskaja, östra slutstationen på Arbatsko-Pokrovskaja-linjen.[uppföljning saknas]

## Galleri

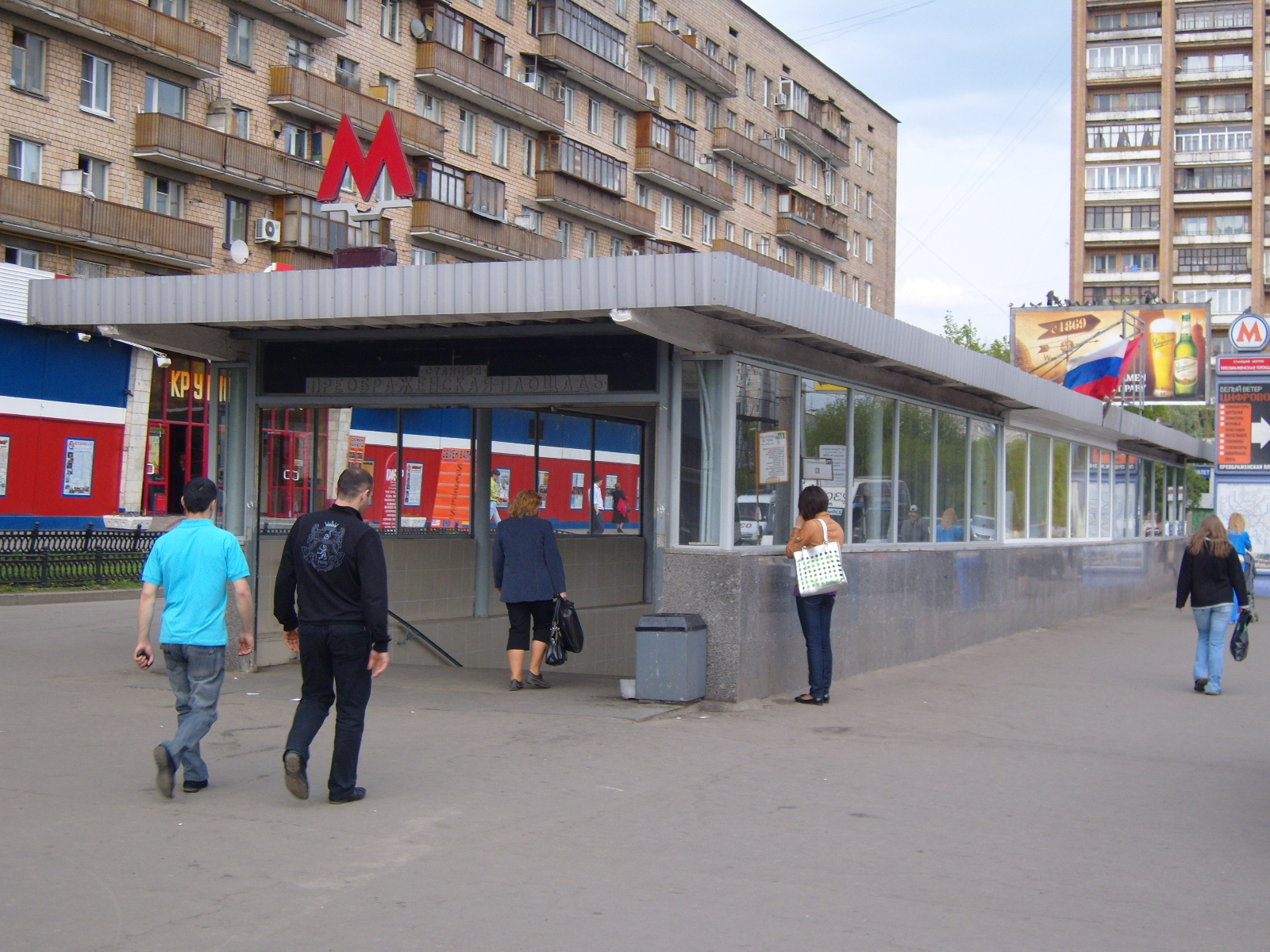
Preobrazjenskaja Plostjad station
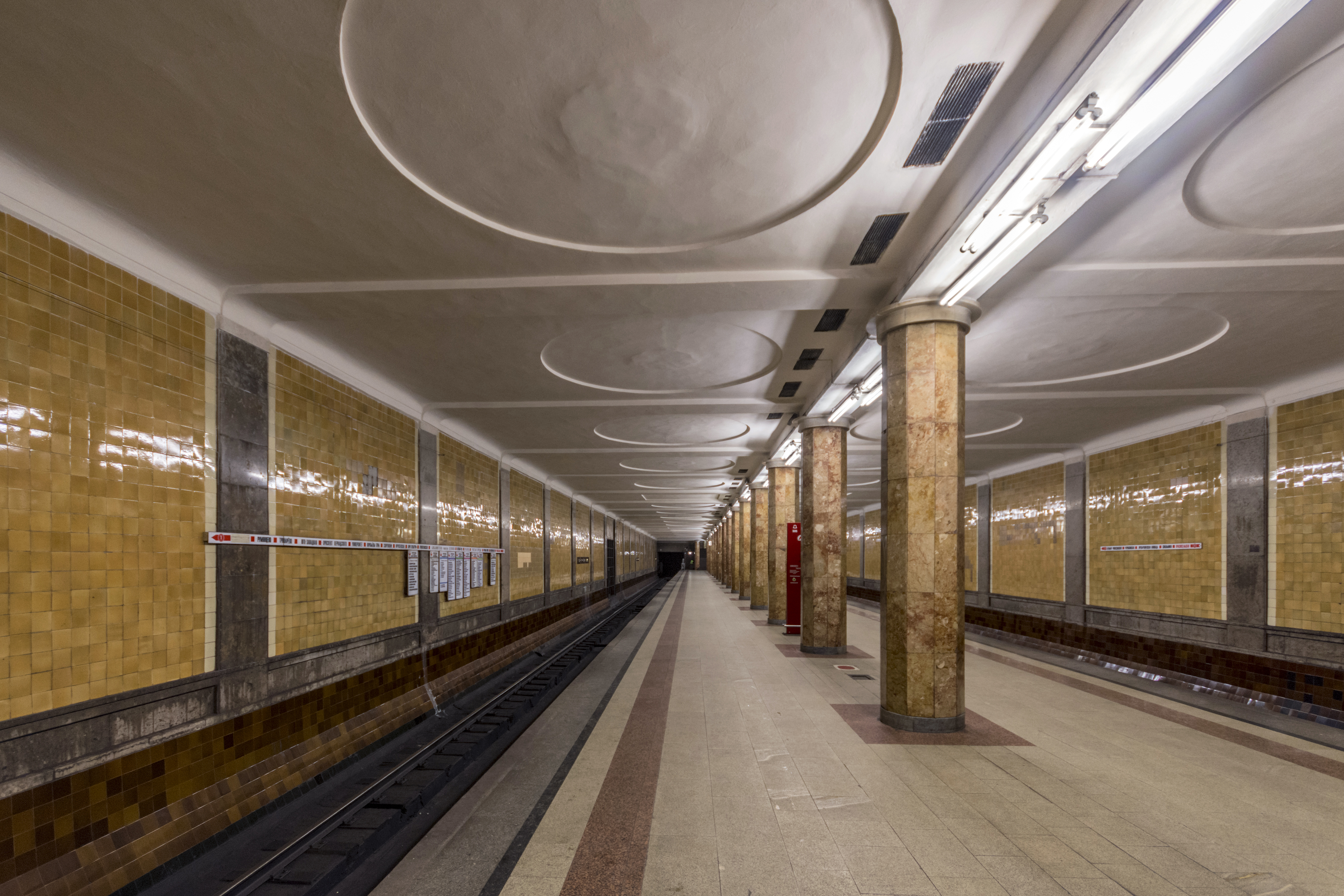
Krasnoselskaja station
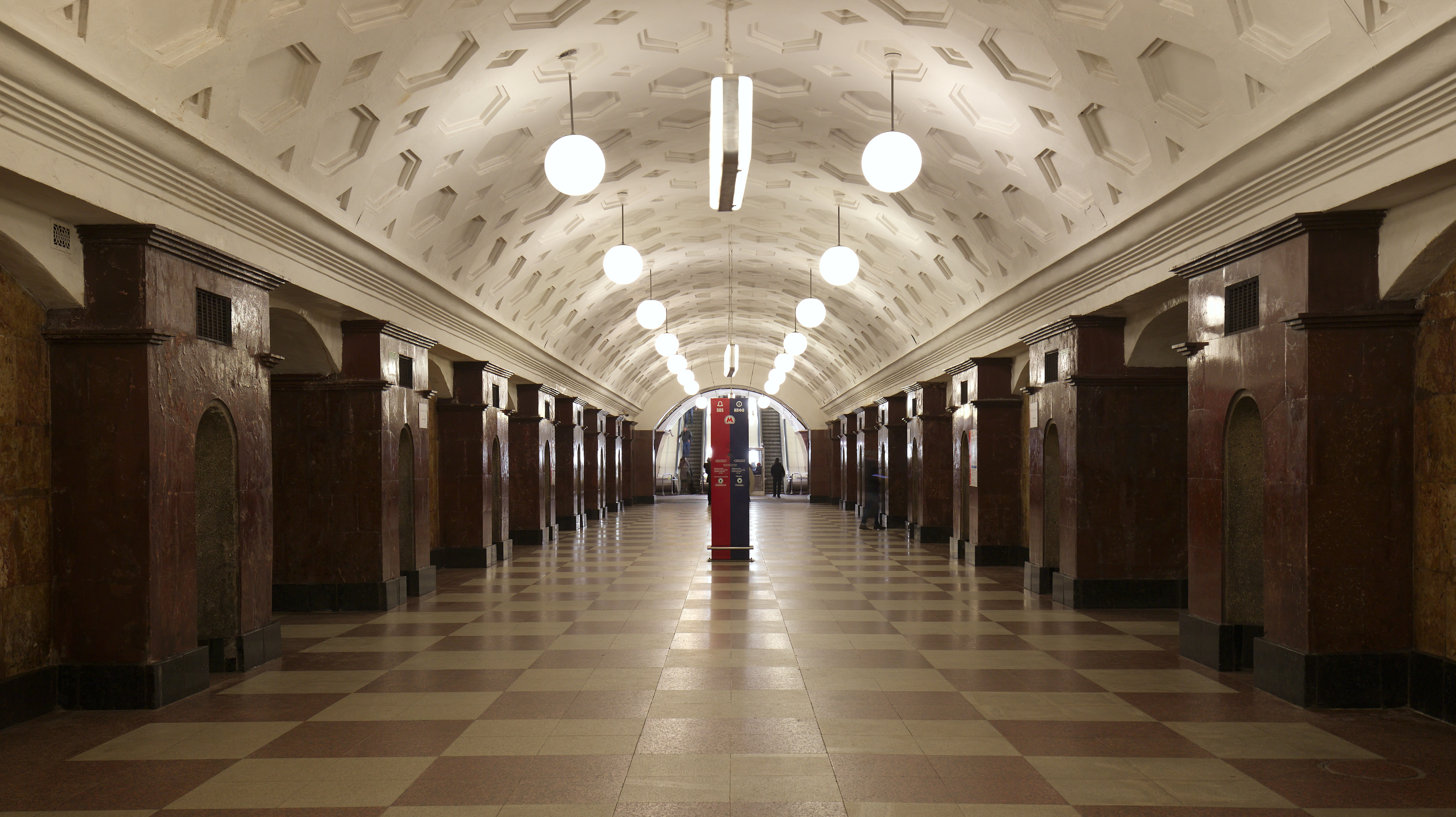
Krasnije Vorota station
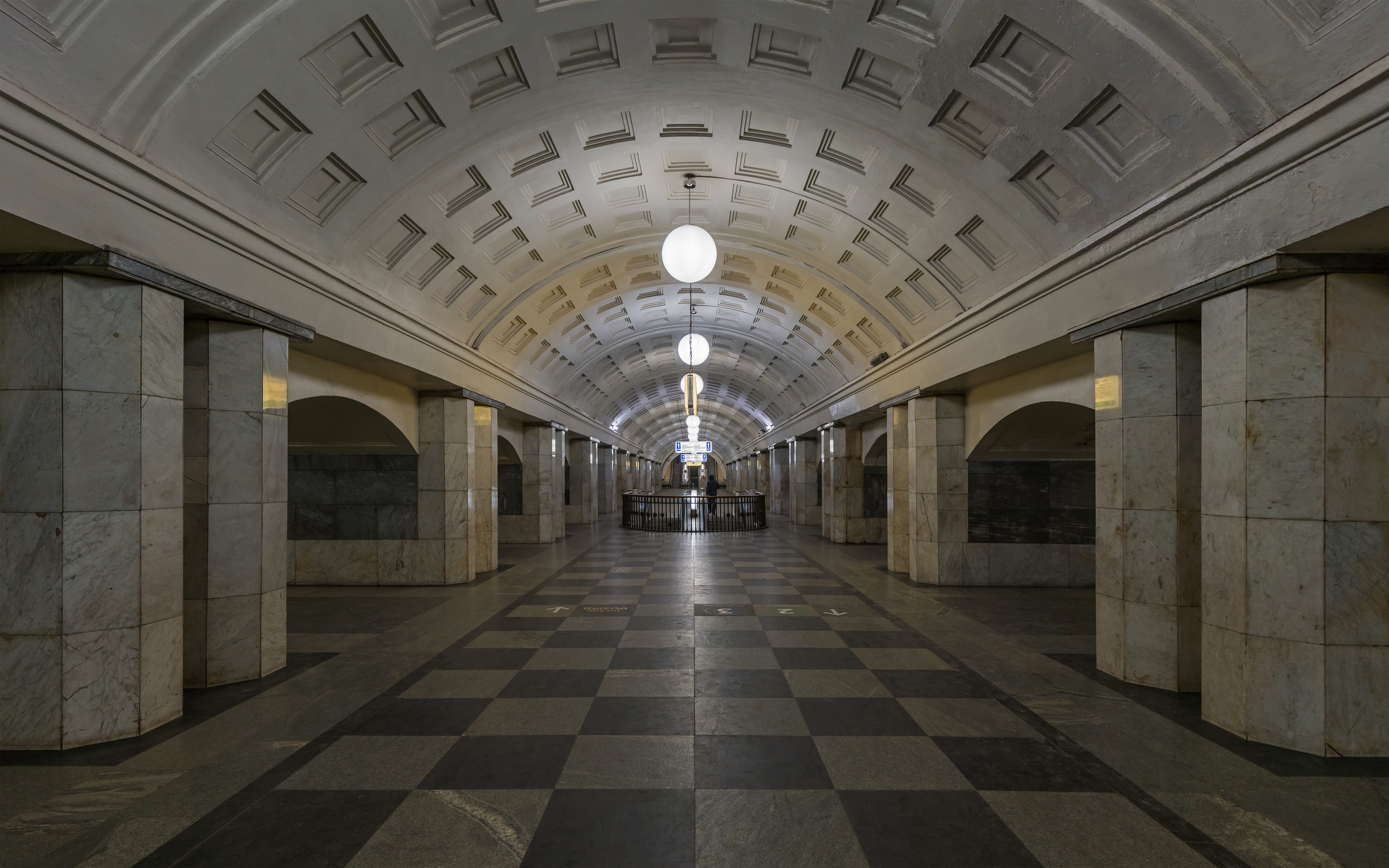
Ochotnij Rjad station
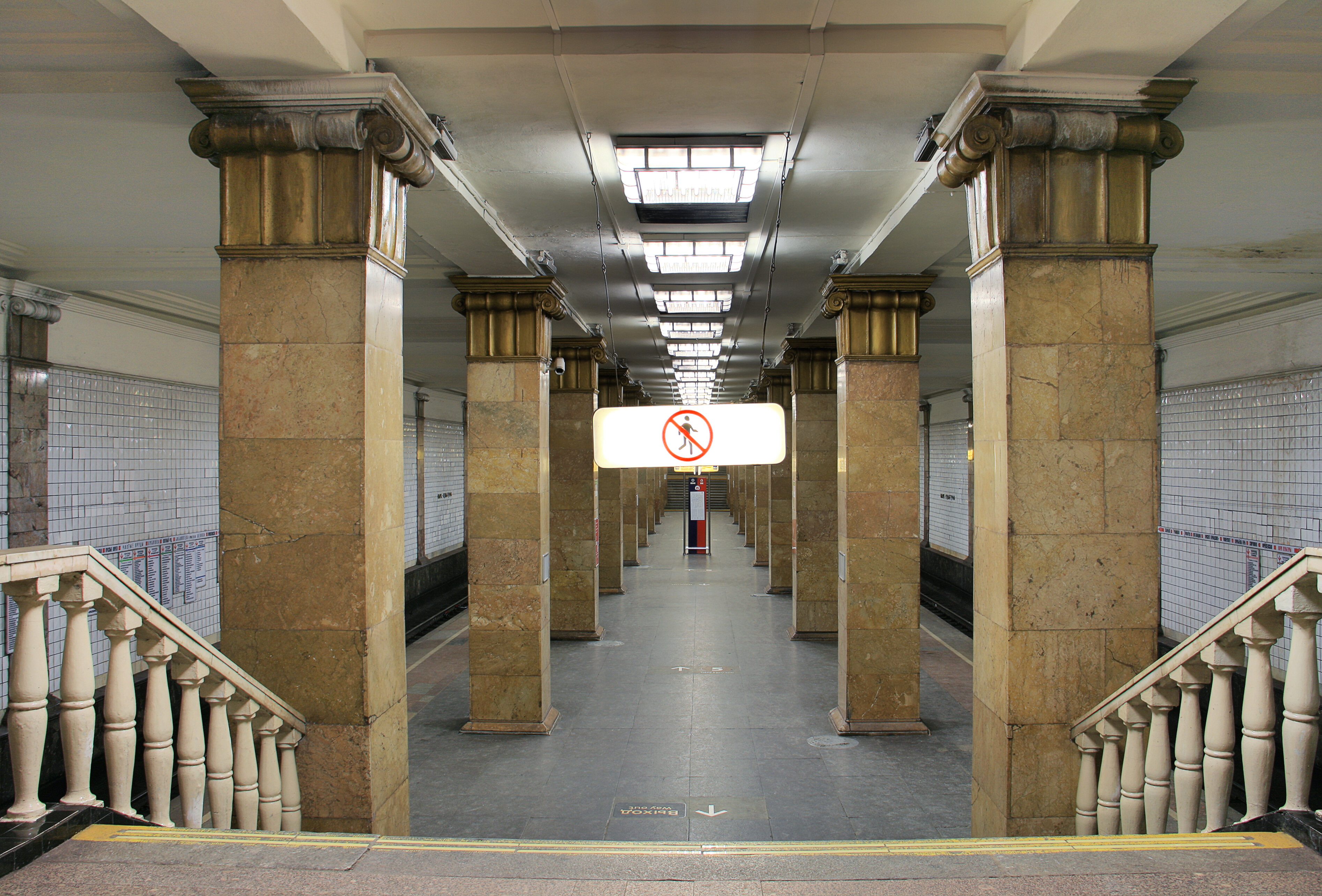
Park Kultury
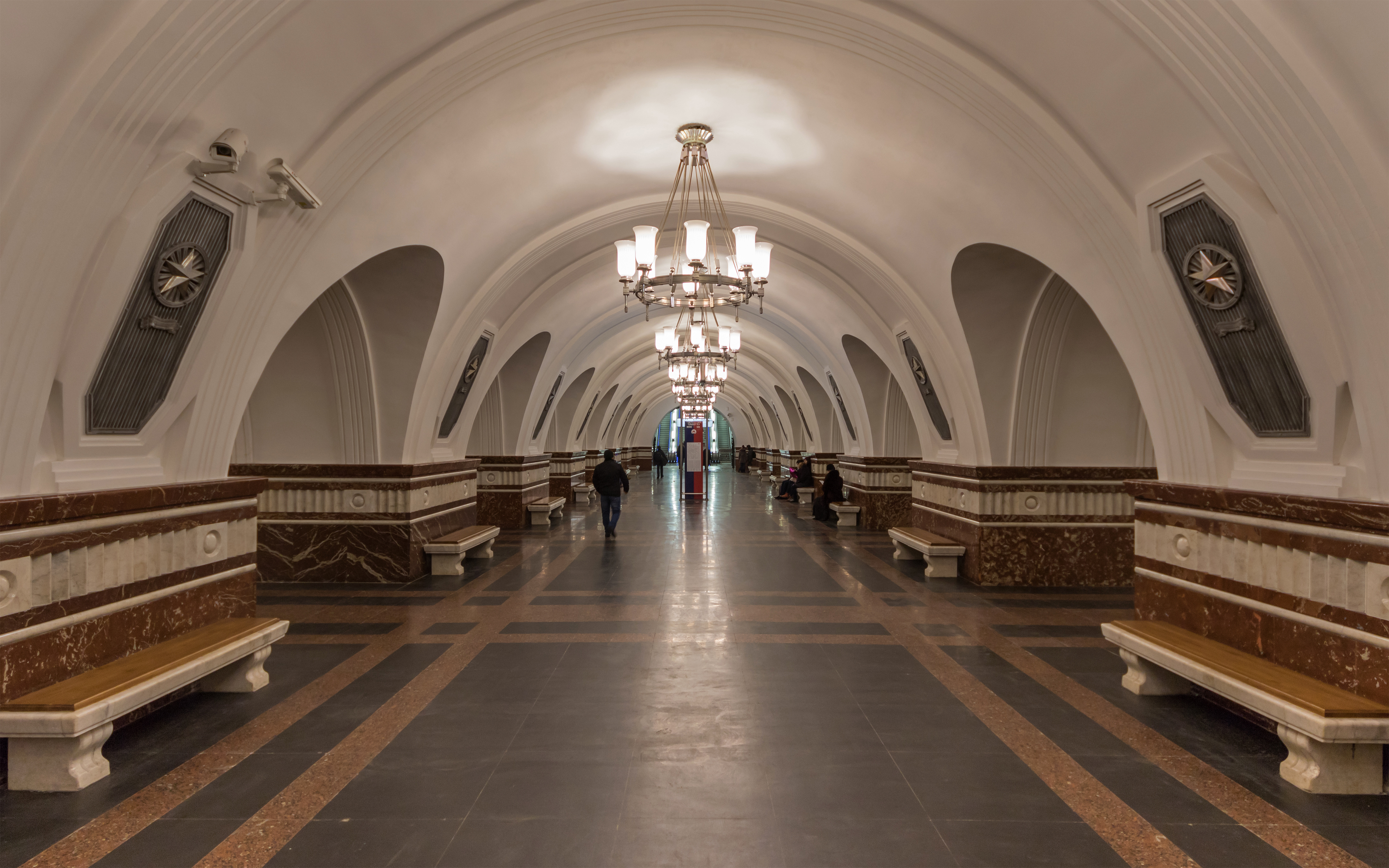
Frunzenskaja station
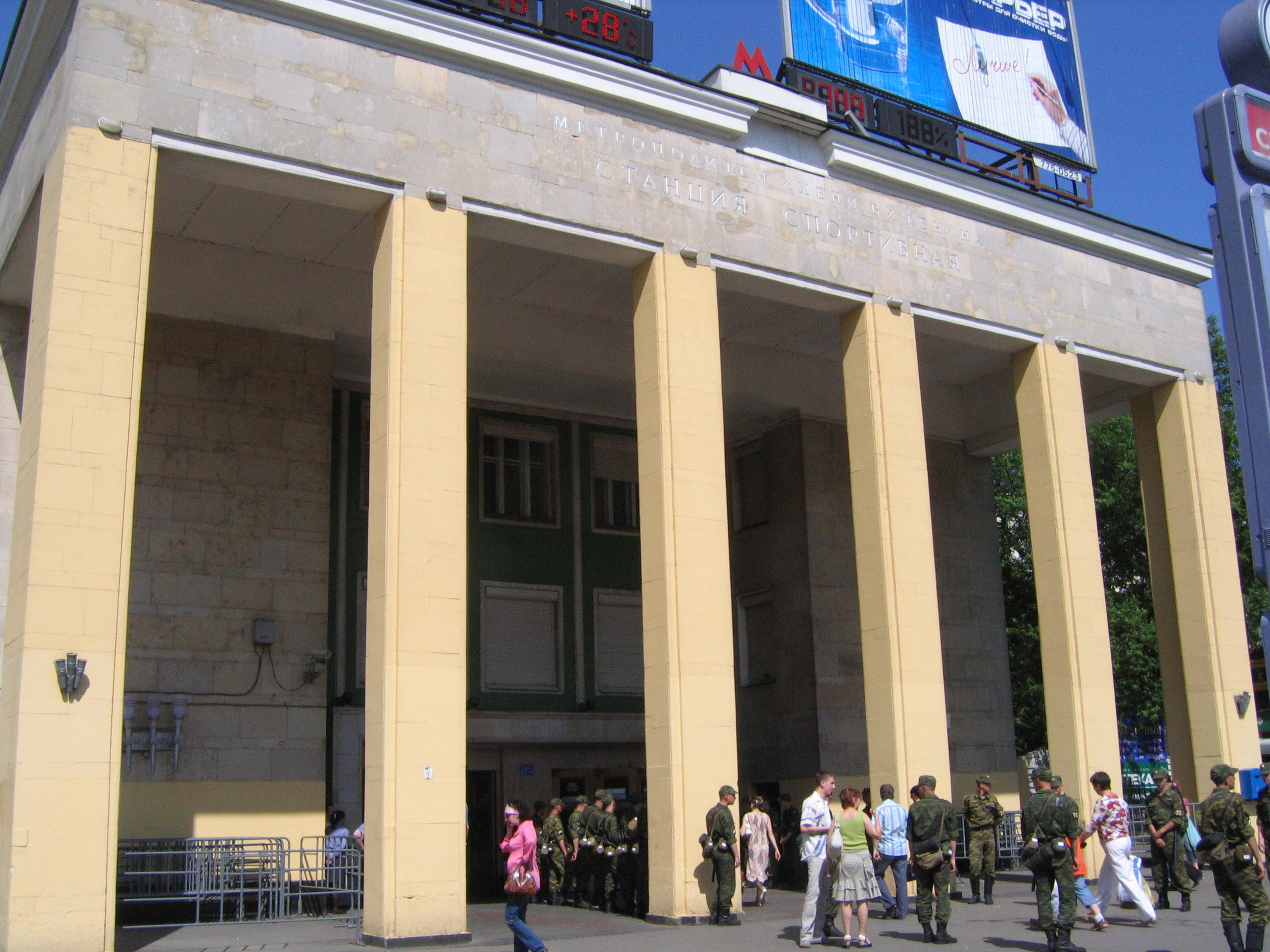
Sportivnaja station
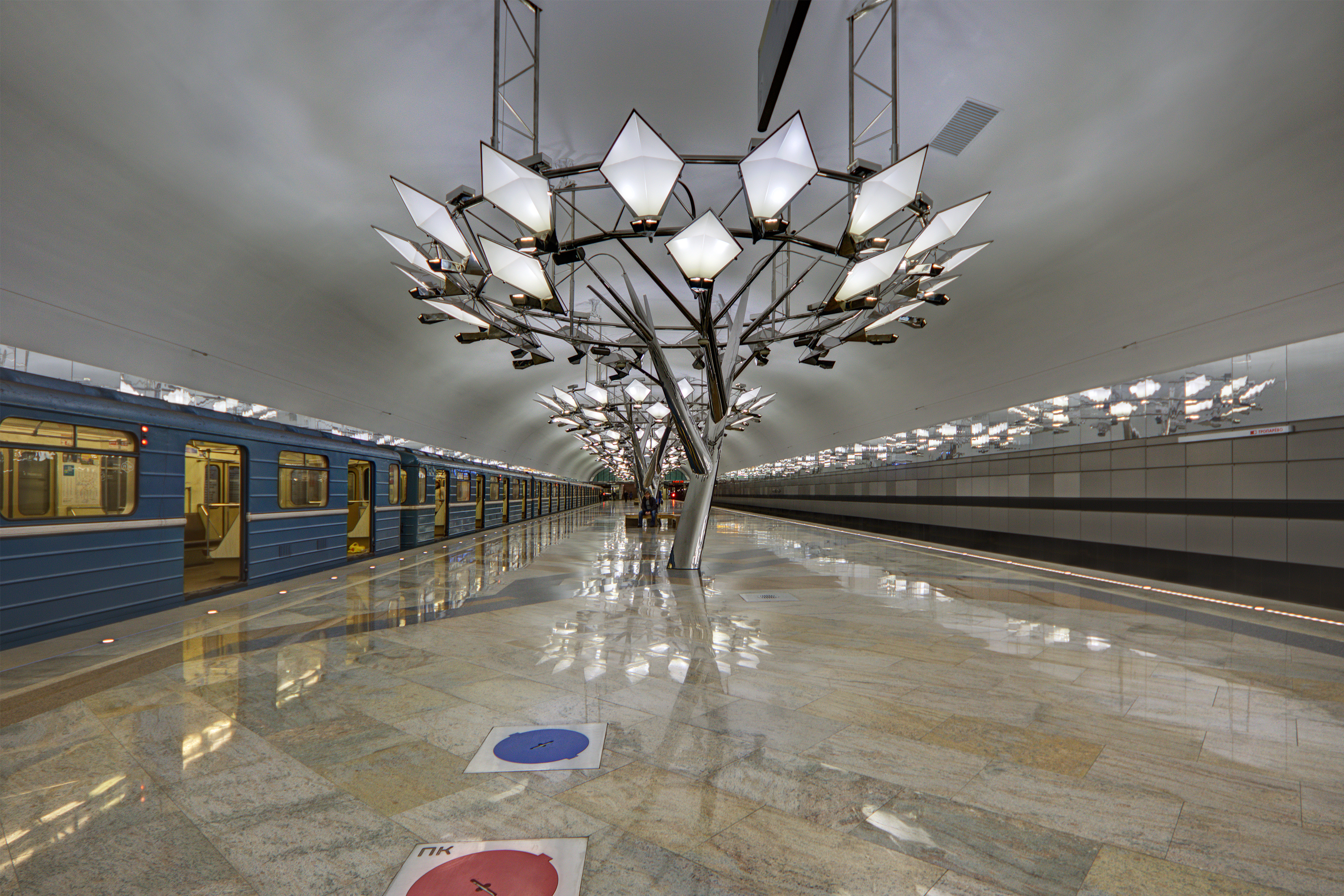
Troparjovo